# Alexandre Lima Barigchun
Alexandre Lima Barigchun (, ) foi um basquetebolista brasileiro que atuou no basquete do Vasco da Gama. Ganhou títulos nacionais e internacionais, tais como o Campeonato Sul-Americano de 2000.
Teve passagens também pela Seleção Brasileira de Basquetebol Masculino.